# 숭령전
숭령전(崇靈殿)은 조선민주주의인민공화국 평양 종로동에 위치한 사당(국보유적 제6호)이다. 단군을 제사 지내던 곳으로, 1429년 건립되었다. 조선의 세종이 세웠다. 본래 이름은 '단군사 동명왕사'로 칭하다가 1456년 사당을 수리, 4년 뒤 조선시조단군지위(朝鮮始祖檀君之位)라는 현판을 붙였으며 현재의 '숭령전'이라는 이름은 1724년(영조 원년)에 지정되어 오늘에 이른다. 현재의 건물은 1804년(순조 4년)에 복구되었다.

## 같이 보기
- 조선민주주의인민공화국의 국보 (제1호 ~ 제100호)